# رایانش اریخت
رایانش اَریخت به سیستم رایانشی ای اشاره دارد که در آن از شمار زیادی پردازنده موازی و یکسان که هر کدام توان پردازشی محدود و تعاملات محلی دارند، استفاده می‌شود. اصطلاح رایانش اَریخت برای نخستین بار در سال ۱۹۹۶ در MIT در مقاله‌ای با عنوان "Amorphous Computing Manifesto" بکار رفت.
نمونه‌هایی از رایانش اَریخت در طبیعت عبارتند از: زیست‌شناسی رشد (رویش اندام‌های چندیاخته‌ای از تک یاخته‌ها)، زیست‌شناسی مولکولی (سازماندهی اجزای زیر-یاخته‌ای و سیگنالینگ درون-یاخته‌ای)، شبکه‌های عصبی، مهندسی شیمی (سیستم‌های ناترازمند) و …
مطالعه رایانش اَریخت به بستر فیزیکی (زیست شناختی، الکترونیک، نانوفناوری و ..) نمی‌پردازد، بلکه به ویژگی‌های الگوریتم‌های اریخت می‌پردازد.
رایانش اَریخت مشخصات زیر را دارد:
- با دستگاه‌های موازی پیاده‌سازی می‌شوند.
- دستگاه‌هایی با حافظه و توان پردازشی محدود.
- دستگاه‌ها ناهمزمان عمل می‌کنند.
- دستگاه‌ها آگاهی پیشینی ای از از مکان خود ندارند.
- دستگاه‌ها فقط به صورت مخلی با هم ارتباط برقرار می‌کنند.
- رفتار خود-سازمانگر
- دستگاه تحمل خطای(Fault tolerance) بالایی دارند.